# Albert Fett
Albert Fett (* 1. November 1872 in Rennerod; † 8. Februar 1963 in Frankfurt am Main) war ein deutscher Generalleutnant sowie SS-Gruppenführer im Zweiten Weltkrieg.

## Leben
Fett schlug nach dem Ende seiner Schullaufbahn die Laufbahn eines Berufssoldaten ein und trat am 1. April 1892 als Fahnenjunker in das Infanterie-Regiment „Prinz Carl“ (4. Großherzoglich Hessisches) Nr. 118 der Preußischen Armee ein. Er nahm am Ersten Weltkrieg teil. Gegen Kriegsende wurde er am 13. September 1918 als Major zum Kommandeur des 4. Hannoverschen Infanterie-Regiments Nr. 164 ernannt.
Nach Kriegsende in die Vorläufige Reichswehr übernommen, gehörte Fett ab Oktober 1920 für einige Monate dem Reiter-Regiment 6 an. Am 18. Dezember 1920 wurde er zum Oberstleutnant befördert. Ab Mitte Juni 1921 gehörte in verschiedenen Funktionen dem 15. Infanterie-Regiment in Kassel an, das er zunächst als Oberst, später als Generalmajor von Februar 1924 bis Ende Januar 1928 kommandierte. Somit war er auch gleichzeitig Landeskommandant von Hessen. Danach war er für ein Jahr bis zu seiner Verabschiedung am 31. Januar 1929 Infanterieführer I in Allenstein bei der 1. Division. Mit diesem Datum erhielt Fett den Charakter als Generalleutnant verliehen.
Fett, der 1924 zum zehnjährigen Jubiläum in den Ehrenausschuss des Goethe-Bundes in Gießen eintrat, wurde 1929 Mitglied im Kyffhäuserbund. Nach der Machtübergabe an die Nationalsozialisten wurde er im August 1933 Landesführer beim Reichskriegerbund (später NSRKB) und von 1934 bis 1943 Gaukriegerführer für Hessen-Nassau. Er beantragte am 18. Juni 1937 die Aufnahme in die NSDAP und wurde rückwirkend zum 1. Mai desselben Jahres aufgenommen (Mitgliedsnummer 4.707.139). Fett schloss sich auch der SS an (SS-Nummer 279.977), bei der er im April 1940 den Rang eines SS-Brigadeführers erhielt, und gehörte den beiden NS-Nebenorganisationen NSV und NSKOV an.
Nach Beginn des Zweiten Weltkrieges wurde er von der Wehrmacht reaktiviert und war von August 1939 bis Mai 1942 als Kommandeur mit der Ausbildung der Ersatztruppen bzw. nach Umbenennung der 159. Ersatzdivision im Wehrkreis XI (Hannover) betraut. Im Dezember 1941 war er zusätzlich kurzzeitig Kommandeur der neu aufgestellten 328. Infanterie-Division. Ab Januar 1942 gehörte er dem Stab vom SS-Oberabschnitt „Fulda-Werra“ an. Anschließend wurde er in die Führerreserve des OKH versetzt und seine Mobilmachungsbestimmung am 30. September 1942 aufgehoben. Ende 1942 wurde er zum SS-Gruppenführer ernannt. Ab Juli 1944 gehörte er dem Stab vom SS-Oberabschnitt „Rhein-Westmark“ an.
Nach Kriegsende befand er sich vom 23. Juni 1945 bis zum 5. März 1947 im Lager Darmstadt in alliierter Internierung. In einem Spruchkammerverfahren wurde im Rahmen der Entnazifizierung seine Einstufung in Gruppe I (Hauptschuldiger) beantragt, letztlich wurde er im Juni 1948 in Gruppe IV (Mitläufer) eingestuft.